# Paralaoma goweri
Paralaoma goweri är en snäckart som beskrevs av Tom Iredale 1944. Paralaoma goweri ingår i släktet Paralaoma och familjen punktsnäckor. Inga underarter finns listade i Catalogue of Life.